# Extreme Championship Wrestling
A Extreme Championship Wrestling (ECW) foi uma promoção de wrestling profissional, fundada em 1992 por Tod Gordon na Filadélfia, Pensilvânia e encerrada pelo seu sucessor, Paul Heyman, após uma falência em abril de 2001. Após a compra dos direitos autorais da ECW, a World Wrestling Entertainment reativou-a em junho de 2006 como uma das, então, três divisões, junto com a Raw e a SmackDown. A ECW operou neste formato até fevereiro de 2010.
A promoção tornou-se reconhecida internacionalmente pela quantidade de fãs e pela tendência de criar várias histórias. Durante a sua existência, ela difundiu muitos estilos diferentes de wrestling profissional, desde a lucha libre mexicana até o puroresu japonês, mas baseando-se principalmente na vertente do hardcore wrestling. A ECW era apresentada como uma alternativa arriscada em contrapartida das duas maiores promoções daquele tempo, a World Wrestling Federation e a World Championship Wrestling; onde era tratada como algo que ia em contrapartida às tradições culturais da América do Norte.

## História

### Tri-State Wrestling Alliance e Eastern Championship Wrestling
A ECW teve origem em 1989 sob o nome Tri-State Wrestling Alliance, comandada por Joel Goodhart. Em 1992, Goodhart vendeu sua parte da empresa para seu sócio, Tod Gordon, que renomeou-a de Eastern Championship Wrestling, sendo que quando a "Eastern Championship Wrestling" foi fundada, fazia parte da National Wrestling Alliance (NWA). Naquele tempo, "Hot Stuff" Eddie Gilbert era um dos roteiristas principais da empresa, porém, após ter um desentendimento com Tod Gordon, foi substituído em setembro de 1993 por Paul Heyman. Heyman, conhecido como Paul E. Dangerously, havia acabado de deixar a World Championship Wrestling (WCW) e estava procurando um novo trabalho.
A Eastern Championship Wrestling contrastava com o wrestling da época, que era direcionado para a família. O que viraria a se tornar sua sucessora, a Extreme Championship Wrestling, era direcionada para homens de 18 a 35 anos, quebrando diversos tabus como se cortar. Heyman viu a ECW como a versão do wrestling similar ao movimento grunge do começo dos anos 90, e se focou em levar a empresa em uma nova direção.

### Separação da NWA
Em 1994, o acordo de não haver competição entre Jim Crockett, Jr. com Ted Turner, que comprou a World Championship Wrestling (WCW) de Crockett em Novembro de 1988, expirou, e Jim decidiu começar a promover com a NWA novamente. Crockett foi à Tod Gordon e o pediu para sediar um torneio pelo Campeonato Mundial de Pesos-Pesados da NWA, na arena da ECW em Filadélfia, Pensilvânia, em 27 de agosto de 1994. O presidente da NWA, Dennis Coralluzzo, alegou que Crockett e Gordon estavam tentando monopolizar o título e deixou claro que Crockett não tinha a aprovação do comitê da NWA, o que levou Coralluzzo a supervisionar pessoalmente o torneio. Gordon se ofendeu com os "jogos de poder" de Coralluzzo e começou a criar um plano para que a ECW se separasse da NWA através de uma ação que gerasse controvérsias para atrair a atenção para a ECW e insutar a NWA. Gordon planejou ter Shane Douglas, que estava marcado para confrontar 2 Cold Scorpio, na final do torneio, rejeitando o Campeonato Mundial de Pesos-Pesados da NWA assim que vencesse, como um ato de rebeldia.
A ideia de rejeição do Campeonato Mundial de Pesos-Pesados da NWA foi originalmente planejada por Tod Gordon e Paul Heyman. Heyman persuadiu Douglas mostrando que o único ponto negativo seria que os tradicionalistas da NWA veriam eles como traidores. Somando a decisão de Douglas, havia uma animosidade entre Douglas e o presidente da NWA, Dennis Coralluzzo, que havia criticado-o publicamente e dito aos afiliados da NWA que não o iria colocar nos seus programas. Coralluzzo acreditava que Douglas era um "perigo" e tinha a tendência de não aparecer nos programas em que estava agendado. Douglas decidiu seguir a ideia de Gordon e Heyman, inspirado por seu pai. Após afirmar, "Esta é a noite, papai," Douglas rejeitou o Campeonato Mundial de Pesos-Pesados da NWA alegando não queria ser campeão de uma "promoção morta" que "morreu sete anos atrás." Ele então elevou o título da Eastern Championship Wrestling e se declarou campeão mundial— afirmando que este cinturão era o único título verdadeiro ainda vivo no wrestling profissional. Quando lembrado deste evento anos depois, Paul Heyman disse o seguinte em uma conversa em 1998:
| “ | A NWA era "velha escolha" quando velha escola não era mais o que vendia. Nós queríamos fixar nossa marca, queríamos nos distanciar do padrão, queríamos que o mundo soubesse que não éramos apenas uma promoção independente.[1] | ” |
Após o ocorrido, a Eastern Championship Wrestling se separou da National Wrestling Alliance e se tornou Extreme Championship Wrestling, onde implantou um novo estilo não-ortodoxo com histórias controversas, que o tornaram popular entre os fãs de 18 até 35 anos. A promoção demonstrou os diversos estilos do wrestling, popularizando o hardcore wrestling assim como a lucha libre mexicana e o puroresu japonês. A ECW se tornou conhecida por prover uma alternativa à América do Norte, trazendo estilos técnicos comuns na Europa e Ásia, como uma alternativa multicultural para empresas bilionárias como a World Wrestling Federation e World Championship Wrestling.

### ECW Arena e sindicato televisivo
A maior parte dos eventos da ECW continuaram a ser exibidos na ECW Arena, onde funcionava um antigo depósito. Lugares simples, com cadeiras dobráveis e quatro arquibancadas portáteis, e todo tipo de arranjos incomuns refletiram o estilo "cru" do wrestling em si. A ECW Arena foi posteriormente renomeada para XPW Arena, Alhambra Arena, The Arena e finalmente Asylum Arena. Promoções como a Combat Zone Wrestling e a Chikara continuam utilizando o local para combates até os dias de hoje.
Os episódios da ECW eram transmitidos no canal de televisão SportsChannel Philadelphia, ao final das tardes de quinta-feira. Após a Sports Channel Philadelphia sair do ar em 1997, o programa passou a ser exibido na WPPX-TV 61, tendo posteriormente se mudado para uma antiga estação independente localizada na Filadélfia, com programas exibidos nas noites de sexta e sábado às 1 ou 2 da manhã.
A ECW também era exibida na Cidade de Nova Iorque através da MSG Network, nas noites de sexta às 2 da madrugada. Por causa da obscuridade das estações e da própria ECW, assim como o descaso da Federal Communications Commission (FCC) com as primeiras horas da manhã, diversas vezes demonstrações de violência não eram tiradas do programa, junto com o uso desregrado de conteúdo protegido por direitos autorais, ajudando assim a ECW a ser conhecida pelo público entre os 18 e os 35 anos.

### Presidência de Paul Heyman e crise

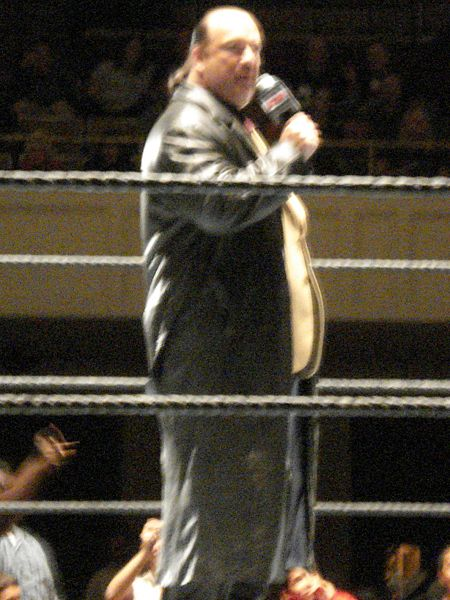
Paul Heyman, que comprou a Extreme Championship Wrestling em 1995.

Em 1995, Tod Gordon vendeu a ECW para o roteirista-chefe Paul Heyman, para continuar na empresa no papel de comissário, antes de deixar a promoção. Sua ausência foi explicada na televisão como se ele tivesse abandonado o wrestling para passar mais tempo com sua família. Rumores circularam, dizendo que Gordon fora demitido por Heyman por estar supostamente contratado pela WCW e tentando convencer os lutadores a deixarem a ECW e ingressarem no plantel da WCW. Anos depois, Gordon revelou que o boato foi plantado propositalmente como parte de uma "história trabalhada".
Na história, Vince McMahon ficou "sabendo" sobre a existência da ECW no evento King of the Ring de 1995, realizado em Filadélfia. Durante a luta entre Mabel e Savio Vega, a plateia começou a gritar "ECW ECW ECW!". Em 22 de setembro de 1996, no evento In Your House: Mind Games, também na Filadélfia, os lutadores da ECW The Sandman, Tommy Dreamer, Paul Heyman e Taz estavam sentados na primeira fileira das carteiras, e Sandman interferiu em uma luta ao jogar uma lata de cerveja em Savio Vega, durante sua luta com Bradshaw. Em 24 de fevereiro de 1997, a ECW "invadiu" uma edição da Raw realizada no Manhattan Center, onde continuaram a história, falando de seu primeiro evento pay-per-view e fazendo três lutas em frente a plateia da WWF, enquanto McMahon, Jerry "The King" Lawler e Paul Heyman narravam o combate. O Manhattan Center em Nova Iorque foi tomado por fãs da ECW, que gritavam para os lutadores da WWF, os chamando de "chatos" e "incompetentes". Esse acontecimento criou uma rivalidade interpromocional entre a ECW e a United States Wrestling Association de Lawler, que falava contra a ECW ao vivo e convenceu lutadores como Rob Van Dam e Sabu a se juntar ao grupo anti-ECW. Durante o ano de 1997, lutadores da ECW apareceram na USWA e vice-e-versa.
Em 13 de abril de 1997, a ECW finalmente exibiu seu primeiro evento em pay-per-view, o Barely Legal, onde Terry Funk conquistou o Campeonato Mundial de Pesos-Pesados da ECW de Raven. Em junho, no evento Wrestlepalooza '97, Raven lutou seu último combate na ECW, antes de se juntar à WCW, onde foi finalmente derrotado por Dreamer. A celebração de Dreamer foi curta, já que Lawler, Van Dam e Sabu o atacaram, criando assim uma luta entre Lawler e Dreamer no segundo pay-per-view da ECW, o 1997 Hardcore Heaven, em 17 de agosto, onde a luta foi vencida por Dreamer.

### Controvérsia com Mike Awesome e rivalidade com outra promoção
Em abril de 2000, Mike Awesome fez uma participação surpresa no WCW Monday Nitro — estreando ao atacar Kevin Nash — enquanto ainda era Campeão Mundial de Pesos-Pesados da ECW. Lance Storm, amigo de Awesome, disse que Mike havia se recusado a assinar um novo contrato com a ECW até Paul Heyman quitar as dívidas salariais com o mesmo. Rumores diziam que o vice-presidente executivo da WCW Eric Bischoff queria que Awesome jogasse o Campeonato Mundial da ECW em uma lata de lixo na televisão, como foi feito anteriormente com o Campeonato Feminino da WWE de Madusa quando ela se junto a promoção. Por problemas legais, a WCW foi impedida de deixar Awesome aparecer no Nitro com o título, porém um acordo foi feito depois. Awesome, então empregado da WCW, apareceu em um evento da ECW em 13 de abril, em Indianápolis, Indiana, onde perdeu o título para Tazz, que estava trabalhando para a World Wrestling Federation.
Em 2000, a ECW estreou na Costa Oeste, realizando seu pay-per-view Heat Wave, na cidade de Los Angeles. Na época, Los Angeles tinha como a maior promoção a Xtreme Pro Wrestling (XPW), tendo seu dono Rob Black comprado seis lugares na primeira fila do evento. Os ingressos foram dados para lutadores da XPW, e sua missão era deixar claro que a ECW era inimiga. No começo do evento principal, os lutadores da XPW começaram a distribuir camisetas com o logotipo da companhia, chamando a atenção dos seguranças e do lutador da ECW Tommy Dreamer. A segurança expulsou o grupo e, mais tarde, uma briga no estacionamento aconteceu entre lutadores da ECW e empregados da XPW. Os lutadores da XPW não se envolveram na briga, mas os lutadores da ECW sim, atacando brutalmente os empregados da XPW, que ficaram em poças de seu próprio sangue. Notícias iniciais diziam que a valet da XPW Kristi Myst havia empurrado a valet da ECW Francine Fournier, o que teria iniciado o combate, mas Fournier negou a versão. O narrador da ECW Joey Styles não falou sobre a XPW durante a transmissão do pay-per-view, no entanto, no November to Remember realizado alguns meses depois, o comentarista Don Callis fez uma referência ao evento. Os lutadores da XPW que estavam no Heat Wave eram The Messiah, Kid Kaos, Supreme, Kristi Myst, Homeless Jimmy e Kris Kloss.

### ECW on TNN e falência

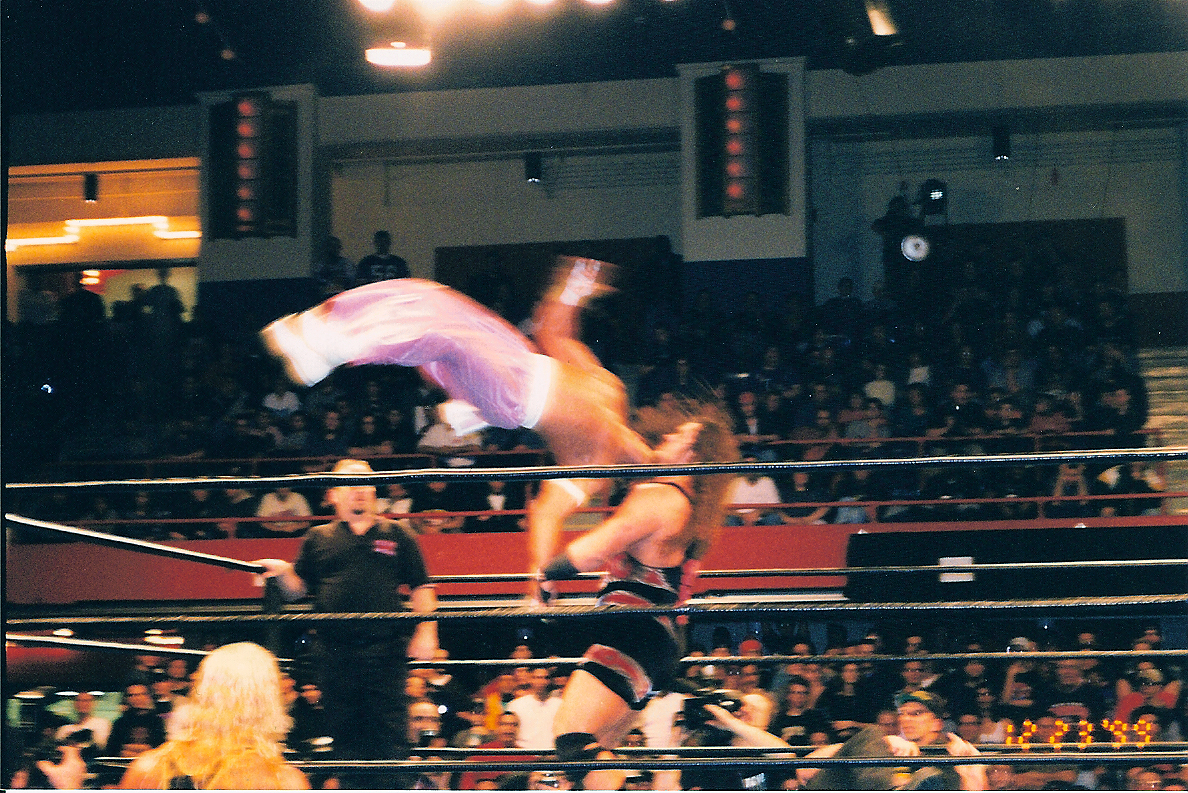
Sabu aplicando o moonsault em Rhyno, durante um evento da ECW.

Em agosto de 1999, a ECW começou a ser exibida nacionalmente na TNN (em um contrato de, inicialmente, três anos). Mesmo sem alta propaganda e com baixo orçamento, a ECW se tornou o programa de maior audiência da TNN. ECW on TNN foi cancelado em outubro de 2000 (o episódio final foi exibido em 6 de outubro de 2000), em favor do WWF Raw que havia sido movido para a emissora. Paul Heyman afirmou que o fato de não conseguir outra emissora para exibir a ECW foi o principal motivo pela falência posterior da ECW.
Em 30 de dezembro de 2000, o ECW Hardcore TV foi exibido pela última vez e o Guilty as Charged de 2001 foi o último pay-per-view da promoção, sendo exibido em 7 de janeiro. Living Dangerously seria exibido em 11 de março de 2001, mas foi cancelado em fevereiro pelos problemas financeiros da companhia. Mesmo com a ajuda da WWF, Heyman não conseguiu recuperar a ECW e declarou falência em 4 de abril de 2001. Heyman, supostamente, nunca contou à seus lutadores que a companhia estava à beira da falência, e deixou de pagá-los um mês antes de pedir falência.
Na época do encerramento de suas atividades, o valor da empresa era avaliado em US$ 1.382.500, incluindo US$ 860.000 dólares de pagamentos de pay-per-views, jogos, vídeos e brinquedos. O acervo de vídeo tinha o valor de US$ 500.000 dólares, um dos caminhões utilizados pela ECW US% 19.500 e apenas 4 dólares de merchandising, sendo que tudo foi comprado posteriormente pela World Wrestling Federation.

## Legado e ressurgimento
O público dos eventos da ECW eram bem conhecidos por sua torcida distinta e mal-educada que podiam apoiar ou desaprovar o que estava ocorrendo no ringue. Gritos como "Você fez tudo errado!" e "Puta merda!" se tornaram famosos, e ainda são usados por fãs em outras promoções. O público da ECW cantava junto com a música tema dos lutadores, já que todos utilizavam temas de entrada famosos.
Na ECW, virtualmente, não havia regras. O papel dos árbitros era apenas fazer a contagem e dar a vitória por submissão. A ECW também foi reconhecida internacional por fazer vários estilos de lutas famosas, incluido a 3-Way Dance, com três lutadores, e a luta com mesas em chamas.
Após notar a crescente popularidade da ECW, as duas promoções conhecidas como as "Duas grandes" (World Championship Wrestling e a World Wrestling Federation) começaram a adotar suas ideias e contratar seus talentos. A ECW, de acordo com Heyman, foi a primeira vítima da "Monday Night Wars" entre WCW Monday Nitro e Monday Night Raw. A WWF tinha uma relação de trabalho com a ECW, indo tão longe que elas participaram de uma história inter-promocional, que iam desde troca de lutadores não aproveitados até a providência de ajudas financeiras à Heyman por um considerável período. A WCW por outro lado, se recusou até de mencionar a ECW, com algumas raras exceções; entre elas quando Raven mencionou a ECW no final de 1997 como uma segunda opção viável no wrestling estadunidense, se referindo a promoção como "cidade do arame farpado"; e "a principal promoção independente que luta em corredores de bingos" durante um segmento direcionado à Diamond Dallas Page.

### The Alliance
Alguns meses após o fim da promoção em 2001, a ECW ressurgiu como uma equipe de lutadores como parte de uma "história" da World Wrestling Federation, conhecida como The Invasion. Como uma participante da rivalidade interpromocional entre a WCW de Shane McMahon e a WWF de Vince McMahon, a ECW, que era inicialmente de "propriedade" de Paul Heyman, não declarou lealdade a nenhuma das duas promoções. Naquela mesma noite, foi revelado que Stephanie McMahon se tornara a nova "proprietária" da ECW, e logo começou a conspirar com seu irmão Shane para juntos derrubarem seu pai da posição de líder da World Wrestling Federation.
Mesmo com a WWF usando o nome da ECW, os direitos sobre a promoção estavam sendo diputados na época. Com a criação da The Alliance, esta rivalidade interpromocional tornou-se uma guerra por poder dentro da família McMahon. A debandada de lutadores da WWF para a The Alliance começou a tirar cada vez mais o foco dos atletas da WCW e ECW. A história durou cerca de 6 meses e foi concluída com a WWF derrotando de maneira eletrizante a The Alliance no eventoSurvivor Series de 2001. Esta vitória também marcou o fim oficial das duas promoções rivais, integrando assim os lutadores da ECW e da WCW no plantel da WWE.

### Documentários e livros
No verão de 2003, a WWE comprou todos os direitos da ECW no tribunal das falências, adquirindo assim o departamento de vídeo da promoção. Os membros da WWE utilizaram tal biblioteca para montar um DVD duplo intitulado The Rise and Fall of ECW, lançado em novembro de 2004. A principal característica deste álbum de vídeo foi um documentário de três horas sobre toda a história da ECW, inserido no disco 1, que acompanhava lutas históricas e cenas deletadas do disco 2. Um livro homônimo e com informações similares foi lançado pela WWE no mesmo ano.
Um DVD não autorizado chamado Forever Hardcore foi escrito, dirigido e produzido pelo ex-empregado da WCW Jeremy Borash em resposta à The Rise and Fall of ECW. O disco contém histórias de lutadores que não foram utilizados anteriormente pela WWE para não sujar a imagem da empresa. No entanto, devido a própria WWE ser proprietária da biblioteca de vídeos da ECW, tal disco nunca chegou a ser exibido.
Além da versão em livro de The Rise and Fall of ECW, outros dois livros sobre a ECW tiveram êxito comercial. Turning the Tables foi escrito por John Lister e colocado à venda em outubro de 2005 nos Estados Unidos pela editora Meadow Books, onde faz uma espécie de renascimento da empresa com a descrição dos principais momentos no passado. Pouco tempo depois ao seu lançamento, Lister disponibilizou uma versão online do livro. Hardcore History, publicado pela Sports Pub, afirma no subtítulo A História Extrema Não Autorizada da ECW, sendo influenciado pelo documentário Forever Hardcore, ao descrever todos os fatos entre o início e o fim da promoção.

### Reuniões e reestreia

#### WWE

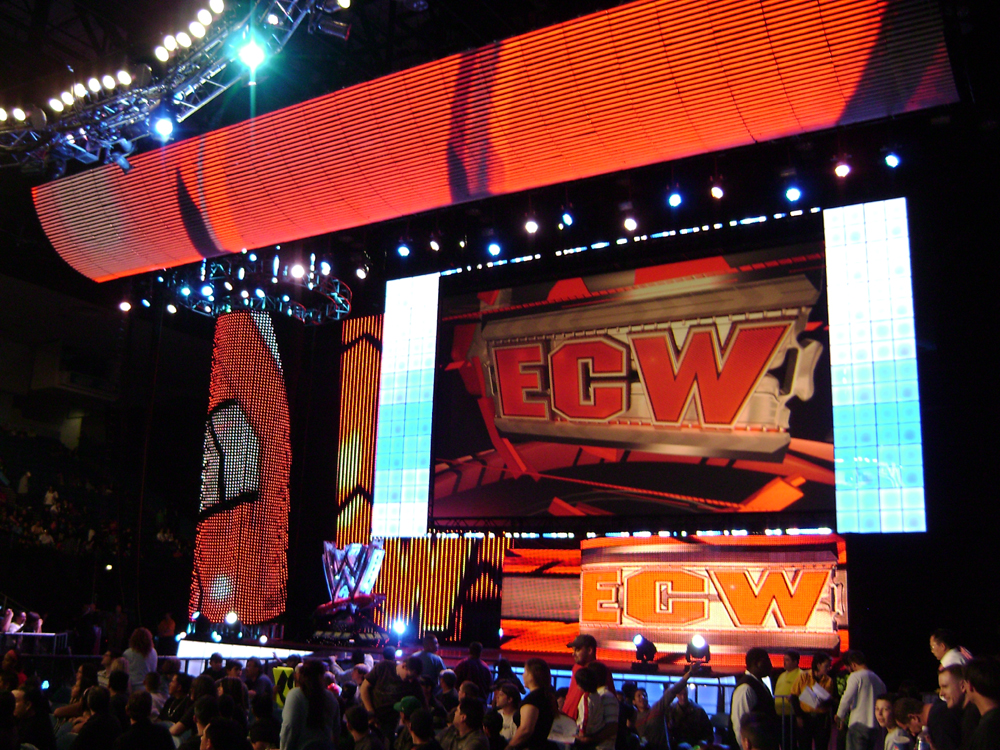
Cenário em alta definição da ECW enquanto divisão da WWE.

Como informado anteriormente, em 2005, a WWE começou a reintroduzir todo conteúdo da biblioteca de vídeos e livros da ECW, complementada com o lançamento de The Rise and Fall of ECW. Com o elevado interesse na franquia da ECW, a WWE organizou o evento pay-per-view ECW One Night Stand 2005, com a presença especial de ex-empregados da ECW. Todos os lutadores do evento já tinham feito alguma aparição na ECW, tendo o combate principal do evento sido uma luta de duplas entre Dudley Boyz (Bubba Ray e D-Von) e The Sandman e Tommy Dreamer. O One Night Stand foi bem-recebido pela crítica, com a avaliação de um "pay-per-view descontraído e engraçado, onde podemos matar a saudade dos lutador da ECW". Devido ao sucesso financeiro e crítico do evento, a WWE decidiu produzir uma segunda edição do ECW One Night Stand, em 11 de junho de 2006, a qual serviu como um evento de estreia (premiere) para a readaptação da ECW dentro da WWE, tornando-se uma duas divisões junto com a Raw e a SmackDown. O evento principal contou com uma luta entre o ex-lutador da ECW Rob Van Dam contra o então Campeão da WWE, John Cena.
Em 13 de junho, Paul Heyman, ex-presidente da ECW e agora o novo comissionário-chefe da divisão, anunciou a criação da ECW como parte dos três programas da WWE. No mesmo dia, ele reintroduziu o Campeonato Mundial de Pesos-Pesados da ECW e o entregou para Van Dam, como um prêmio pela conquista do Campeonato da WWE no One Night Stand. Originalmente, a divisão ECW foi proposta para ser diferente das outras duas, trazendo as características da empresa enquanto existia. O único evento pay-per-view exclusivo da marca ECW foi realizado em 2006 sob o nome de December to Dismember, com a realização da primeira luta Elimination Chamber Extreme. Em 2007, a WWE alterou o formato da ECW e a tornou no mesmo estilo das outras duas divisões, o que gerou muitas críticas negativas de fãs da "velha escola".
No dia 2 de fevereiro de 2010, o presidente da WWE Vince McMahon anunciou o fechamento da ECW para colocar em exibição um novo programa chamado WWE NXT, que o mesmo referiu como "a próxima evolução da WWE, a próxima evolução da história da televisão". O último episódio da ECW foi veiculado em 16 de fevereiro na Sci Fi, e após isto os empregados da divisão tornaram-se agentes livres, antes da realização do Draft.

#### Outras reuniões
Na mesma semana em que a WWE realizou o ECW One Night Stand 2005, um outro evento com lutadores da ECW foi realizado na ECW Arena. Escrito e promovido por Shane Douglas, Cody Michaels e Jeremy Borash, o Hardcore Homecoming foi disputado em 10 de junho de 2005, com uma luta luta tripla com arame farpado no lugar das cordas entre Sabu, Shane Douglas e Terry Funk. Por causa do sucesso do evento inicial, uma turnê com mais três eventos especiais foi realizada e um DVD chamado Forever Hardcore foi lançado para entrar em contrapartida com The Rise and Fall of ECW, do WWE Studios.
Após a estreia de Tommy Dreamer na Total Nonstop Action Wrestling (TNA), uma nova equipe foi formada consistindo em ex-empregados da ECW, e chamada de EV 2.0. A presidente da TNA, Dixie Carter, decidiu ajudar a impulsionar tal fato e renomeou o pay-per-view Hard Justice de 2010 para Hardcore Justice, onde foi feita uma reunião entre vários membros da ECW antiga. Vários lutadores ainda continuam na empresa, porém não houve nenhuma outra reunião semelhante.

## Campeonatos e programação

### Campeonatos
| Títulos                            | Notas | Ref    |
| ---------------------------------- | --- | ------ |
| ECW World Heavyweight Championship | O único campeonato mundial da ECW. Ele foi criado em 1992 e continuou sendo defendido até a falência da promoção. Ele também esteve em uso pela World Wrestling Entertainment de 2006 até 2010. | [ 86 ] |
| ECW World Tag Team Championship    | O único campeonato mundial de duplas da ECW. Ele foi criado em 1992 e continuou sendo defendido até a falência da promoção.                                                                     | [ 87 ] |
| ECW World Television Championship  | O título foi criado em 1992 enquanto a ECW era afiliada da National Wrestling Alliance e continuou sendo defendido até 2001.                                                                    | [ 88 ] |
| ECW FTW Heavyweight Championship   | Um título similar ao Million Dollar Championship, foi criado com base em uma história e teve apenas 3 campeões. Foi defendido entre 1998 e 1999.                                                | [ 89 ] |
| ECW Maryland Championship          | O título foi criado em 1993 pela Eastern Championship Wrestling e foi defendido até o mesmo ano.                                                                                                | [ 90 ] |
| ECW Pennsylvania Championship      | O título foi criado em 1993 pela Eastern Championship Wrestling e foi defendido até o mesmo ano.                                                                                                | [ 91 ] |

### Programação
| Programação     | Notas                                                         | Ref    |
| --------------- | ------------------------------------------------------------- | ------ |
| ECW Hardcore TV | (1993–2000) Sindicalizado, também exibido na MSG Network.     | [ 92 ] |
| ECW on TNN      | (1999–2000) Transmissão exclusiva pela The Nashville Network. | [ 37 ] |

## Informação adicional
- Hardcore History: The Extremely Unauthorized Story of ECW (ISBN 1-59670-021-1) – Scott Williams
- The Rise and Fall of ECW (ISBN 1-4165-1058-3) – Thom Loverro da World Wrestling Entertainment
- Turning the Tables (ISBN 1-905363-78-8) – John Lister
- Sex, Drugs, and Wrestling – The Truth, The Lies, and the Extreme – a Rob Van Dam story – Tod Gordon